# フラワービート
FLOWER BEAT（フラワービート）は、日本のパーカッション&ピアノの音楽ユニット、パーカッション・アンサンブル・グループ。
全国の小中学校、高校、幼稚園などでの芸術鑑賞会、音楽鑑賞教室、コンサート、アウトリーチ活動を行う。

## 略歴
2000年、山本晶子がパーカッション・アンサンブル・グループ、フラワービートを結成。
2012年1月10日、NHK静岡放送局「たっぷり静岡」で、リーダー山本晶子の音楽活動と、フラワービートの公演の様子が放映された。3月5日、静岡新聞朝刊「音楽の現場から」に中学校での芸術鑑賞会公演が特集される。